# Leeuwendijk

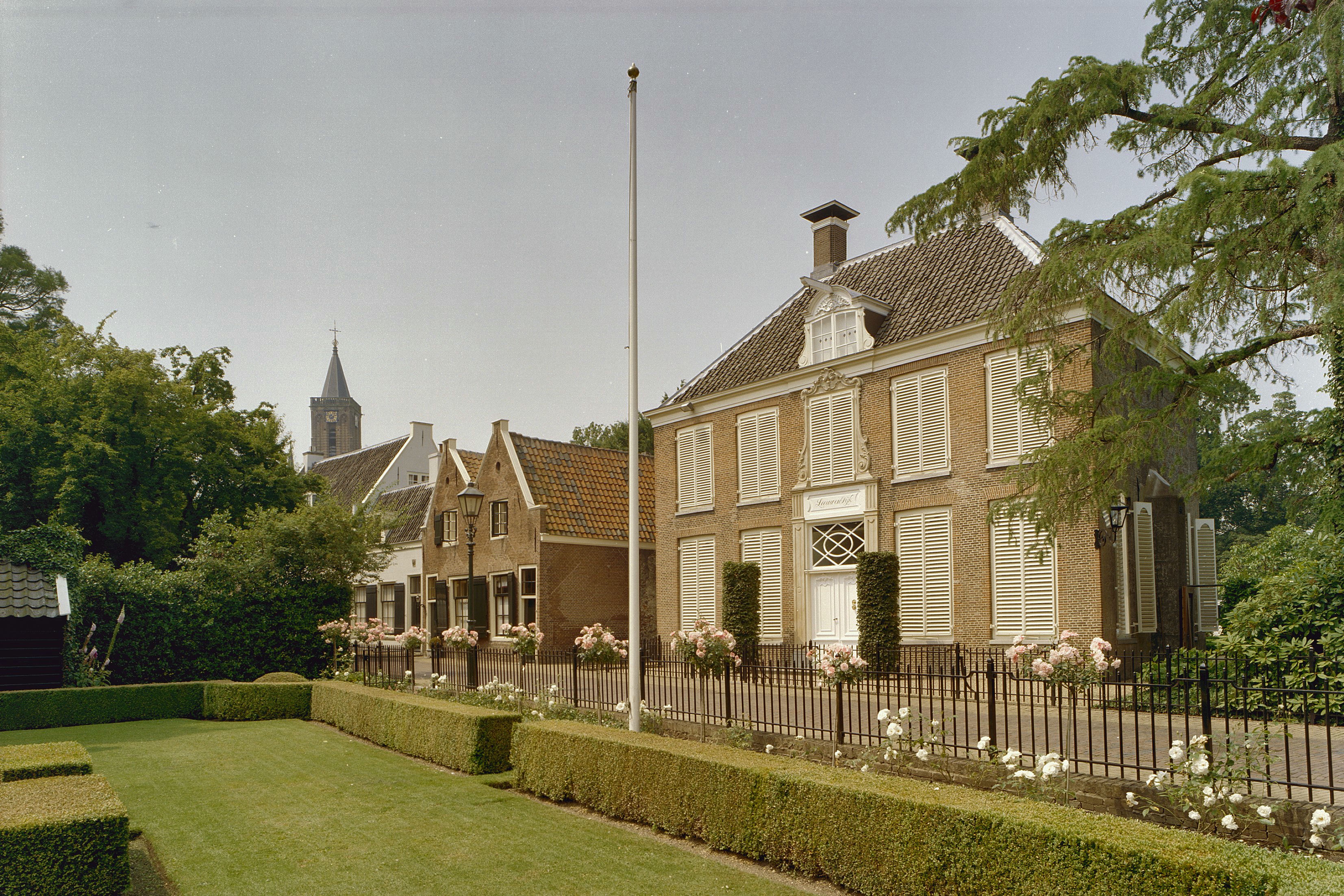
Leeuwendijk (2002)

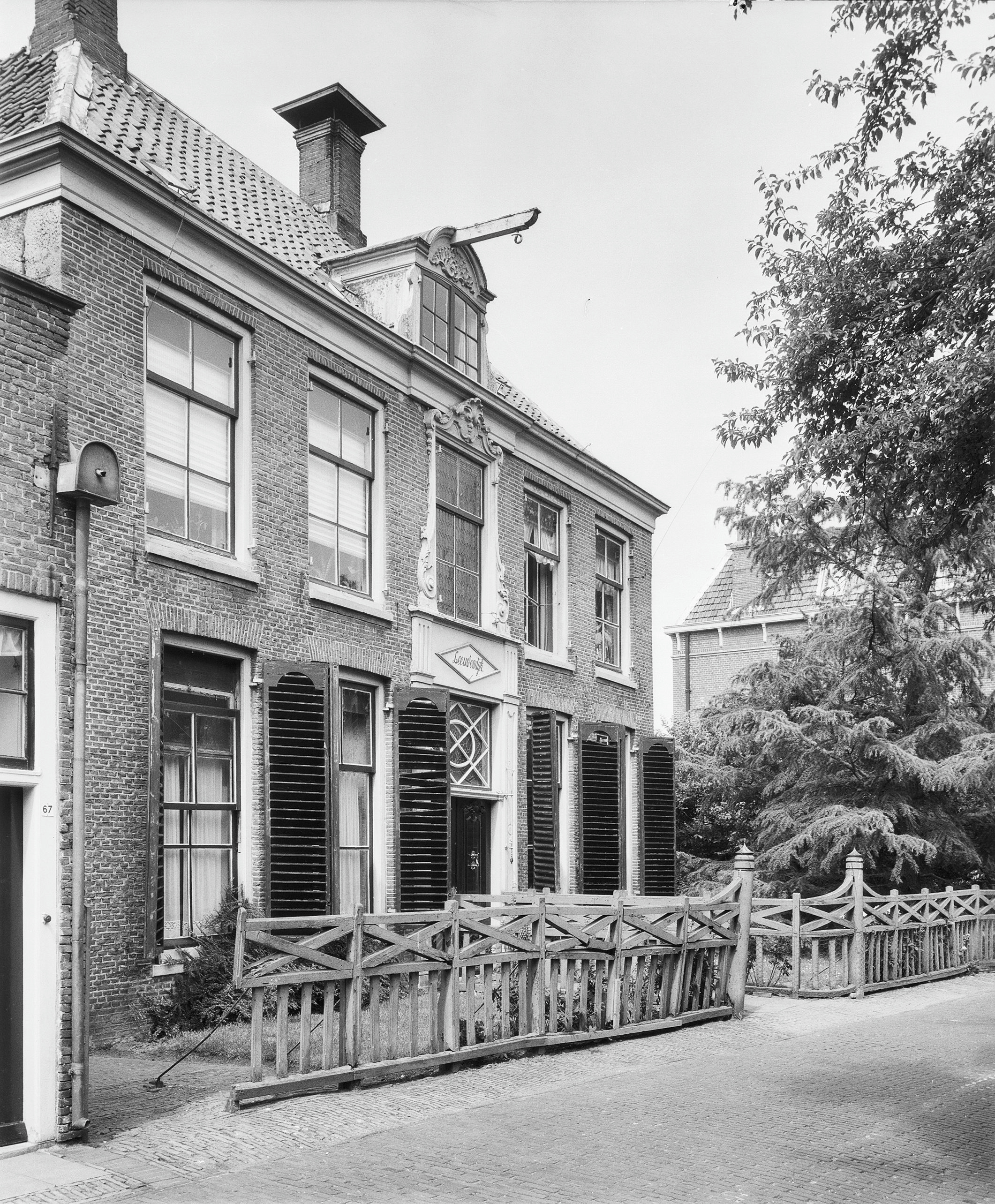
Leeuwendijk (1961)

Leeuwendijk is een buitenplaats langs de rivier de Utrechtse Vecht gelegen aan de Dorpsstraat 69 in het dorp Loenen aan de Vecht. Tot 1792 werd het huis Lieshuizen genoemd, wellicht verwijzend naar de bewoner: Maria van Liesveld.
Aan het einde van de 18e eeuw werd de naam gewijzigd door de toenmalige bewoner Ds. G. van Leeuwen, die getrouwd was met mejuffrouw Swartendijk door het samenvoegen van de beide achternamen.
Een groot deel van de achtertuin werd rond 1985 gebruikt voor de aanleg van een parkeerplaats en een openbaar parkje dat ook de naam Leeuwendijk kreeg.
Het huis is voor een groot deel uitgevoerd in Lodewijk XIV-stijl en bevat ook enkele elementen in Lodewijk XV-stijl.